# Municipio de Grand River (condado de Decatur)
El municipio de Grand River (en inglés: Grand River Township) es un municipio ubicado en el condado de Decatur en el estado estadounidense de Iowa. En el año 2010 tenía una población de 91 habitantes y una densidad poblacional de 0,98 personas por km².

## Geografía
El municipio de Grand River se encuentra ubicado en las coordenadas 40°45′49″N 93°57′52″O / 40.76361, -93.96444. Según la Oficina del Censo de los Estados Unidos, el municipio tiene una superficie total de 92.52 km², de la cual 92,34 km² corresponden a tierra firme y (0,2 %) 0,18 km² es agua.

## Demografía
Según el censo de 2010, había 91 personas residiendo en el municipio de Grand River. La densidad de población era de 0,98 hab./km². De los 91 habitantes, el municipio de Grand River estaba compuesto por el 96,7 % blancos, el 1,1 % eran asiáticos, el 2,2 % eran de otras razas. Del total de la población el 0 % eran hispanos o latinos de cualquier raza.